# Tony Morrell
Tony Morrell (Reino Unido, 3 de mayo de 1962) es una atleta británico retirado especializado en la prueba de 1500 m, en la que consiguió ser medallista de bronce europeo en pista cubierta en 1990.

## Carrera deportiva
En el Campeonato Europeo de Atletismo en Pista Cubierta de 1990 ganó la medalla de bronce en los 1500 metros, con un tiempo de 3:44.83 segundos, tras el alemán Jens-Peter Herold  y el español Fermín Cacho.